# Estação Piedade
Piedade é uma estação de trem da Zona Norte do Rio de Janeiro.

## História
Foi inaugurada em 1873. O bairro era conhecido pelo nome da estação, Gambá.
"No momento de expansão ferroviária do Império em direção à Zona Norte da cidade do Rio, o Imperador resolveu fazer uma parada em uma região onde havia vários gambás. Por conta disso, o lugar ficou conhecido como Parada Gambá ou Estação Gambá", explica o historiador André Nunes. Como o nome não agradava muita gente, uma moradora do bairro decidiu escrever uma cartinha para o diretor da Estrada de Ferro Central do Brasil, no fim do século XIX. O texto era o seguinte: "Por piedade, doutor, troque o nome da nossa estaçãozinha". O apelo acabou dando certo. "O diretor respondeu: 'Minha senhora, será feito. E o nome do bairro será Piedade'. Ela gostou, e o bairro ficou assim", conta o historiador.
Em 1899, foi estendida a ela a iluminação por acetileno (Memória Histórica da EFCB, 1908, p. 489). Na primeira década do século XX foi edificado um novo prédio para a estação (Memória Histórica da EFCB, 1908, p. 509). Atualmente é uma estação utilizada pelos trens de subúrbio do Rio de Janeiro.
Próxima, desde os anos 1950, se localiza a Universidade Gama Filho, conhecida por ser a primeira que se instalou no subúrbio carioca.

## Plataforma
Plataforma 1A: Sentido Deodoro

Plataforma 1B: Sentido Central do Brasil